# Bosc Comunal d'Èguet
El Bosc Comunal d'Èguet (oficialment en francès Forêt communale d'Égat) és un bosc del terme comunal d'Èguet, a la comarca de l'Alta Cerdanya, de la Catalunya del Nord.
El bosc, d'1,23 km² està situat en el sector oriental del terç septentrional del terme comunal.
El bosc està sotmès a una explotació gestionada per la comuna d'Èguet, atès que és propietat comunal. Té el codi F16292P dins de l'ONF (Office national des forêts).